# Łasko (rezerwat przyrody)
Rezerwat przyrody „Łasko” – rezerwat leśny w województwie zachodniopomorskim, w powiecie choszczeńskim, w gminie Bierzwnik, 1 km na zachód od wsi Łasko, 8 km na północny wschód od Bierzwnika, 6,5 km na południowy zachód od rezerwatu przyrody „Torfowisko Konotop”, 6 km na zachód-południowy zachód od granicy Drawieńskiego Parku Narodowego. Rezerwat położony jest w Puszczy Drawskiej, na półwyspie śródleśnego jeziora Przytoczno (zwanego też Wielkimi Wyrwami).
Został powołany zarządzeniem Ministra Leśnictwa i Przemysłu Drzewnego z dnia 30 czerwca 1964 roku. Zajmuje powierzchnię 16,98 ha (akt powołujący podawał 19 ha).
Rezerwat został powołany w celu zachowania jednej z największych na Pomorzu kolonii lęgowych czapli siwej oraz innych rzadko spotykanych ptaków. Czapla od dłuższego czasu na tym terenie nie występuje, toteż obecnie za cel ochrony podaje się zachowanie walorów biocenotycznych i krajobrazowych półwyspu z cennymi fitocenozami, w tym kwaśną buczyną niżową oraz siedliskami awifauny.
Obszar rezerwatu objęty jest ochroną ścisłą.